# Triaenops menamena
Triaenops menamena (Goodman & Ranivo, 2009) è un pipistrello della famiglia dei Rinonitteridi endemico del Madagascar.

## Etimologia
L'epiteto specifico deriva dal malgascio menamena che significa rossastro, in riferimento alla colorazione della sua pelliccia.

## Descrizione

### Dimensioni
Pipistrello di medie dimensioni, con la lunghezza totale tra 85 e 90 mm, la lunghezza dell'avambraccio tra 52 e 56 mm, la lunghezza della coda tra 31 e 44 mm, la lunghezza del piede tra 9 e 11 mm, la lunghezza delle orecchie tra 10 e 14 mm e un peso fino a 9,5 g.

### Aspetto
Le parti dorsali variano dal beige al bruno-rossastro, mentre le parti ventrali sono più chiare. Il muso è largo, piatto, la foglia nasale formata da una porzione anteriore a forma di ferro di cavallo, con un incavo centrale alla base e una proiezione ben sviluppata a forma di clessidra tra le narici. La porzione posteriore è elevata, con tre grandi proiezioni appuntite all'estremità e fino a 5 celle su ogni lato. Le orecchie sono corte, ampiamente separate tra loro, a forma di imbuto e con una prominente rientranza sul bordo posteriore appena sotto l'estremità appuntita. La coda è lunga ed inclusa completamente nell'ampio uropatagio. Il calcar è lungo circa quanto il piede.

### Ecolocazione
Emette ultrasuoni a ciclo di lavoro basso sotto forma di impulsi di durata intermedia a frequenza costante compresa tra 72,2 e 98,3 kHz e con un abbassamento rapido alla fine. Le femmine producono suoni a frequenze più alte.

## Biologia

### Comportamento
Si rifugia all'interno di grotte dove forma colonie di diverse migliaia di individui.

### Alimentazione
Si nutre di insetti, principalmente di lepidotteri e in misura minore di coleotteri ed emitteri.

## Distribuzione e habitat
Questa specie è diffusa nel Madagascar settentrionale, occidentale e meridionale.
Vive nelle foreste decidue secche del versante occidentale del Madagascar, sebbene sia stata segnalata anche in zone di foresta umida all'estremità settentrionale e meridionale del versante orientale, fino a 1.300 metri di altitudine.

## Tassonomia
Nel 1881, Alphonse Milne-Edwards descrisse due nuove specie del genere Triaenops: Triaenops rufus, dal manto rossastro, e T. humbloti, di colore grigiastro; la descrizione si basava su campioni che si supponeva fossero stati raccolti da Léon Humblot nel corso di una spedizione in Madagascar.

Recentemente (2009), Steven Goodman e Julie Ranivo hanno comparato l'olotipo e il paratipo di T. rufus raccolti da Humblot, con una serie di campioni di presunti T. “rufus”, prelevati in varie località del Madagascar, nonché con alcuni esemplari di T. persicus provenienti dall'Iran e dalla Tanzania, giungendo alla conclusione che i campioni di Humblot sono notevolmente diversi dagli odierni esemplari malgasci, risultando molto più simili a T. persicus, specie ampiamente diffusa in Africa e nel Medio Oriente. Per raggiungere il Madagascar, Humblot aveva fatto tappa in Somalia e in Yemen, per cui non si può escludere che la reale provenienza dei campioni sia stata erroneamente catalogata.

In conclusione, gli epiteti rufus e humbloti, utilizzati da Milne-Edwards, sono due nomi che non corrispondono ad alcuna specie malgascia (nomina nuda) per cui Goodman e Ranivo hanno ribattezzato questa entità Triaenops menamena, termine malgascio che significa rossastro, designando un nuovo olotipo.

## Conservazione
Questa specie, essendo stata descritta solo recentemente, non è stata sottoposta ancora a nessun criterio di conservazione.
La specie è presente in molte aree naturali protette in Madagascar: riserva speciale dell'Ankarana, riserva speciale di Analamerana, parco nazionale Tsingy di Bemaraha, riserva naturale integrale Tsingy di Namoroka, parco nazionale di Tsimanampetsotsa, parco nazionale di Ankarafantsika, parco nazionale dell'Isalo, riserva speciale di Ambohitantely, parco nazionale di Masoala e riserva naturale integrale dello Tsaratanana.